# Suarce
Suarce é uma comuna francesa na região administrativa de Borgonha-Franco-Condado, no departamento do Território de Belfort. Estende-se por uma área de 11,8 km², com 449 habitantes, segundo os censos de 1999, com uma densidade de 38 hab/km².